# Ampthill
Ampthill az angol Bedfordshire egyik kis városa. A Közép Bedfordshirei Járási Tanácshoz és a Bedfordshirei Megyei Tanácshoz tartozó mezőváros ahol évszázadokon át, minden csütörtökön volt vásár.

## Történelme
A település neve angolszász eredetű. Az első letelepedők Aemethyll-nek nevezték, ami utalhat 'ant-heap' (hangya kupac) vagy 'ant infested hill' (hangyák által elárasztott domb) szavakra. Az 1086-ban kiadott Ítéletnapi könyvben 'Ammetelle'-ként szerepel földbirtokosával, Nigel de la Vasttal.
1242-ben III. Henrik megerősítette azt a jogot, hogy a településen minden csütörtökön vásár legyen. Ez 750 évig maradt így.
VIII. Henrik gyakori látogatója volt Ampthilli kastélyának. Aragóniai Katalin 1531 és 1533 között élt itt. A kastély a 15. században épült Sir John Cornwall által. Bár a kastély már nincs meg, de nyomai még ma is fellelhetők. Például a Westminster-tó, amely a kastélyt látta el hallal.
A város az Ampthill bárók címadó települése.

## Houghton House
A Houghton House-t (Houghton házat) a Pembroke grófi családhoz tartozó költő Philip Sidney és húga, Mary építette 1621-ben. 1675-ben ez a ház adott ihletet John Bunyan: A zarándok útja című művében szereplő pihenő és menedék helynek, 'House Beautiful'-nak, azaz a Gyönyörűség Háznak. Bunyan munkájában szerepel még egy hely, a Bedford és Luton közötti meredek domb, a 'Hill of Diffculty' (Akadály Dombja). 1738-ban a ház Bedford hercegének tulajdonába került.

## Ampthill ma

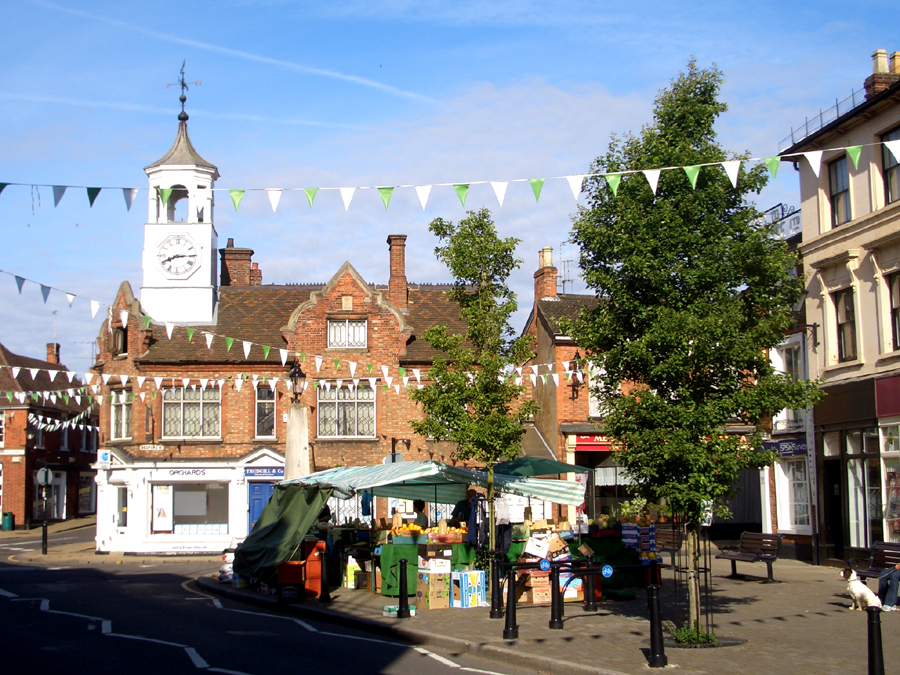
A vásár tér

Ampthill még ma is kihasználja történelmi mezővárosi adottságait. A körülötte található falvak központja. A lakások alatt kocsmák, éttermek és boltok találhatók, amik felpezsdítik az életet. Rengeteg kisvállalkozó, például ügyvédek, ingatlanügynökök, fodrászok, pénzügyi tanácsadók települnek le itt és nyitnak új vállalkozást. A város mellett van elkerülő út is, ezért az ipari parkok száma is jelentősen nő. A városban van mentő- és tűzoltóállomás és egy rendőrszoba is.
Ampthill történelmi központja, amihez tartozik a legtöbb neves iskolája egyre drágábbá teszi a városkát. A lakások árai ma már vetekednek más Mid Bedfordshirei városokkal, mint például a szomszédos Flitwickkel vagy Cranfielddel. Egy felmérés szerint az itteni munkaerő többségét itt alkalmazzák, a többiek megoszlanak más központokba, például Bedfordba, Lutonba vagy Milton Keynesbe, míg csak 13% megy Londonba dolgozni. A tanulmány szerint a városban csökken az üzleti utazások száma.

2007. október 21-én a város országos médiafigyelmet kapott, mert a Bedfordshirei tűzoltóság megtagadta, hogy egy fesztiváli zászlófüzért távolítson el. Bedfordshirei tűzoltóság helyettes parancsnoka azt mondta: 
"Firefighters will climb ladders to rescue people from burning buildings but not to remove bunting after a festival" (A tűzoltók létrákat fognak megmászni azért, hogy embereket mentsenek meg égő házakból, de nem azért, hogy fesztiválok után zászlófüzéreket távolítsanak el.)
A hír forrása egy helyi fórum, amiről a megyei sajtó a főoldalon cikkezett és csak ezután kapta föl az országos média.

## Fordítás
- Ez a szócikk részben vagy egészben  az   Ampthill című angol Wikipédia-szócikk ezen változatának fordításán alapul.  Az eredeti cikk szerkesztőit annak laptörténete sorolja fel. Ez a jelzés csupán a megfogalmazás eredetét és a szerzői jogokat jelzi, nem szolgál a cikkben szereplő információk forrásmegjelöléseként.